# Nxaunxau
Nxaunxau est une ville du Botswana.